# Leopold Hruza

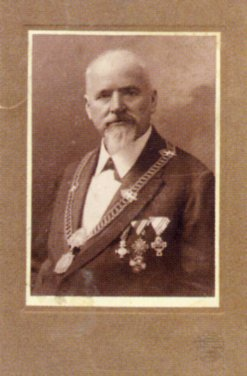
Leopold Hruza

Leopold Hruza (* 5. November 1852; † 6. Jänner 1924) war Bezirksvorsteher des 10. Wiener Gemeindebezirks Favoriten.
Leopold Hruza war Taschnermeister und wohnte in der Favoritenstraße 181. Er gehörte als Christlichsozialer lange Jahre der Bezirksvertretung Favoriten an, wo er Amtsrat und Leiter des Vermittlungsamtes für den 10. Bezirk wurde. Von 1903 bis 1918 war er Bezirksvorsteher. Hruza gehörte dem Baukomitee für die Antonskirche an und war Träger des päpstlichen Ehrenkreuzes Pro Ecclesia et Porit. Er wurde auf dem Wiener Zentralfriedhof bestattet.
Er wurde mit dem österreichischen Zivil-Verdienstkreuz ausgezeichnet.